# Jakubany
Jakubany es un municipio del distrito de Stará Ľubovňa en la región de Prešov, Eslovaquia, con una población estimada a final del año 2024 de 2924 habitantes.
Se encuentra ubicado al noroeste de la región, cerca del río Poprad (cuenca hidrográfica del río Vístula) y de la frontera con  Polonia.

## Demografía
| Año        | 1994 | 2004     | 2014     | 2024    |
| ---------- | ---- | -------- | -------- | ------- |
| Población  | 2218 | 2488     | 2740     | 2924    |
| Diferencia |      | +12,17 % | +10,12 % | +6,71 % |

| Año        | 2023 | 2024    |
| ---------- | ---- | ------- |
| Población  | 2915 | 2924    |
| Diferencia |      | +0,30 % |